# Дженни Герхардт
«Дженни Герхардт» — второй роман американского писателя Теодора Драйзера, впервые опубликованный в 1911 году.

## История создания
Драйзер начал работу над романом в январе 1901 года. В основу сюжета были положены события из жизни его старшей сестры Мэри.

## Сюжет
Главную героиню, Дженевьеву (Дженни) Герхардт, девушку из бедной семьи, живущей в Колумбусе, штат Огайо, соблазняет сенатор Брэндер, обеспеченный и влиятельный человек. Он обещает жениться на ней, в чём она видит возможность помочь своей семье. Однако судьба складывается так, что через короткое время Брэндер умирает, оставляя Дженни беременной. Отец и окружающие осуждают её поступок.
После рождения ребёнка Дженни с семьёй перебираются в Кливленд, где она устраивается горничной у богатой женщины. В скором времени она знакомится с Лестером Кейном, сыном крупного промышленника. Дженни влюбляется в Лестера, чувства которого по отношению к ней не так сильны. Они переезжают в Чикаго и живут вместе в роскошном особняке, но информация о том, что они не женаты, и о прошлом Дженни каким-то образом просачивается. Их связь встречает осуждение семьи Лестера; его отец перед смертью меняет завещание таким образом, что Лестер может получить свою долю, только расставшись с Дженни.
Лестер долго колеблется и не может принять никакого решения. Тем временем брат Лестера Роберт через поверенного сообщает Дженни о завещании. Она решает пожертвовать своим счастьем ради Лестера и убеждает его расстаться с ней. Лестер женится на своей старой знакомой Летти Джеральд, женщине его круга.
Через некоторое время дочь Дженни от сенатора Брэндера умирает, что становится для Дженни тяжёлым ударом. Спустя несколько лет заболевает Лестер Кейн. Его жена в это время находится за границей, и он просит Дженни приехать к нему. Она ухаживает за ним, и он наконец признаётся ей в любви. Через несколько дней Лестер умирает. Дженни тайно появляется на его похоронах.
Отсылки к другим работам
Драйзер сравнивает отношения Дженни и Лестера с отношениями «Ромео и Джульетты» Уильяма Шекспира в главе 41. В Сэндвуде Дженни читала «Этюдник Вашингтона Ирвинга», «Элию» Чарльза Лэмба и «Дважды рассказанные истории» Натаниэля Хоторна, а также классику девятнадцатого века.

## Критические отзывы
Роман получил смешанные отзывы современников.